# Clasificación para el Campeonato Europeo Femenino Sub-17 de la UEFA 2024
La competición de clasificación para el Campeonato Europeo Femenino Sub-17 de la UEFA 2024 es una competición de fútbol femenino sub-17 que determinará los siete equipos que se unirán a la anfitriona automáticamente clasificada, Suecia, en la fase final del campeonato, aunque esta participará en la Liga A. Las jugadoras nacidas a partir del 1 de enero de 2007 son elegibles para participar.

## Sorteo
El sorteo de la primera ronda del Campeonato de Europa Femenino Sub-17 de la UEFA 2023/24 se realizó el viernes, 16 de junio de 2023, en la sede de la UEFA en Nyon, Suiza.

## Formato
El Comité Ejecutivo de la UEFA aprobó un nuevo formato de competición para los Campeonatos de Europa Femeninos Sub-19 y Sub-17 de la UEFA para permitir un mayor desarrollo de las jugadoras juveniles de élite como parte del compromiso continuo de la UEFA con el fútbol femenino.
El formato se basa en un sistema de clasificación de estilo de Liga de las Naciones de la UEFA.
Para la primera ronda, los participantes en la competición se dividirán, utilizando los coeficientes de clasificación, en dos ligas (A y B).

Primera Ronda o Ronda 1:
- La Ronda 1 de la Liga A tendrá 28 selecciones, divididas en 7 grupos de 4 equipos cada uno, quienes jugarán mini-torneos en una sola sede por grupo;
- La Ronda 1 de la Liga B tendrá 20 selecciones, divididas en 2 grupos de cuatro equipos y 4 grupos de tres equipos. Los ganadores de cada mini-torneo de la liga B ascenderán y los últimos equipos de los mini-torneos de la liga A descenderán.

Segunda Ronda o Ronda 2:
- La Ronda 2 de la Liga A reemplazará a la ex ronda élite, tendrá 28 selecciones, divididas en 7 grupos de 4 equipos cada uno y quienes resulten ganadoras de grupo (y la mejor segunda) se clasificarán para el torneo final. Las selecciones que queden en cuarto lugar descenderán a la Liga B para la ronda 1 de 2023/24.
- La Ronda 2 de la Liga B tendrá 20 selecciones, divididas en 2 grupos de cuatro equipos y 4 grupos de tres equipos. Las 20 selecciones de la Liga B, incluidas las descendidas de la Liga A, competirán por el ascenso.
- Después de la Ronda 2, las ganadores de los mini-torneos de la liga B ascenderán y los últimos equipos de la liga A descenderán a la Ronda 1 de la próxima edición del torneo.

Fase final:
- Las siete primeras selecciones de la Ronda 2 de la Liga A se clasificarán para la fase final junto a Estonia, la anfitriona.

## Primera Ronda

### Liga A

#### Grupo A1
Sede: Portugal
| Equipo               | Pts | PJ | PG | PE | PP | GF | GC | Dif | Situación                       |
| -------------------- | --- | -- | -- | -- | -- | -- | -- | --- | ------------------------------- |
| España               | 9   | 3  | 3  | 0  | 0  | 16 | 2  | 14  | Ingresan a la Ronda 2 (Liga A)  |
| Portugal (H)         | 6   | 3  | 2  | 0  | 1  | 4  | 4  | 0   | Ingresan a la Ronda 2 (Liga A)  |
| República Checa      | 3   | 3  | 1  | 0  | 2  | 2  | 5  | -3  | Ingresan a la Ronda 2 (Liga A)  |
| Bosnia y Herzegovina | 0   | 3  | 0  | 0  | 3  | 1  | 12 | -11 | Desciende a la Ronda 2 (Liga B) |

| 25 de octubre de 2023 | España                                                                             | 8:1 (4:0) | Bosnia y Herzegovina | Estádio João Soares Vieira, Braga, |                             |
| 16:00                 | - Segura 3', 47' - Gómez 12' - Pau 14' - Moreno Torres 23' - Cerrato 75', 78', 82' | Reporte   | - Mirković 52'       | Árbitro(s): Louise Thompson        | Árbitro(s): Louise Thompson |

| 25 de octubre de 2023 | República Checa | 0:1     | Portugal      | Estadio Municipal de Fafe, Fafe, |                                |
| 19:00                 |                 | Reporte | - Valente 90' | Árbitro(s): Nanna Løf Andersen   | Árbitro(s): Nanna Løf Andersen |

| 28 de octubre de 2023 | España                                | 4:1     | República Checa       | Estádio João Soares Vieira, Braga, |                               |
| 16:00                 | - Gómez 24', 55', 68' - Cerrato 90+5' | Reporte | - Kroupová 85' (pen.) | Árbitro(s): Caroline Lanssens      | Árbitro(s): Caroline Lanssens |

| 28 de octubre de 2023 | Portugal                              | 3:0     | Bosnia y Herzegovina | Estadio Municipal de Fafe, Fafe, |                                |
| 19:00                 | - Melo 53' - Silva 64' - Vincente 70' | Reporte |                      | Árbitro(s): Nanna Løf Andersen   | Árbitro(s): Nanna Løf Andersen |

| 31 de octubre de 2023 | Portugal | 0:4     | España                                                  | Pista de Atletismo Gémeos Castro, Guimaraes, |                               |
| 12:00                 |          | Reporte | - Segura 22' - Ortega 31' (pen.) - Pau 36' - Moreno 70' | Árbitro(s): Caroline Lanssens                | Árbitro(s): Caroline Lanssens |

| 31 de octubre de 2023 | Bosnia y Herzegovina | 0:1     | República Checa  | Estádio João Soares Vieira, Braga, |                             |
| 12:00                 |                      | Reporte | - Vojtěchová 39' | Árbitro(s): Louise Thompson        | Árbitro(s): Louise Thompson |

#### Grupo A2
Sede: Polonia
| Equipo      | Pts | PJ | PG | PE | PP | GF | GC | Dif | Situación                       |
| ----------- | --- | -- | -- | -- | -- | -- | -- | --- | ------------------------------- |
| Polonia (H) | 9   | 3  | 3  | 0  | 0  | 13 | 1  | 12  | Ingresan a la Ronda 2 (Liga A)  |
| Noruega     | 6   | 3  | 2  | 0  | 1  | 4  | 4  | 0   | Ingresan a la Ronda 2 (Liga A)  |
| Islandia    | 3   | 3  | 1  | 0  | 2  | 4  | 8  | -4  | Ingresan a la Ronda 2 (Liga A)  |
| Irlanda     | 0   | 3  | 0  | 0  | 3  | 2  | 10 | -8  | Desciende a la Ronda 2 (Liga B) |

| 12 de octubre de 2023 | Polonia                                                             | 4:0     | Islandia | GIEKSA Arena, Bełchatów, |                         |
| 12:00                 | - Witek 3' - Zwiazek 8' - Araśniewicz 39' - Einarsdóttir 50' (a.g.) | Reporte |          | Árbitro(s): Rita Vehapi  | Árbitro(s): Rita Vehapi |

| 12 de octubre de 2023 | Noruega      | 1:0     | Irlanda | Concordia Piotrków Trybunalski, Piotrków Trybunalski, |                             |
| 15:00                 | - Lium 90+5' | Reporte |         | Árbitro(s): Teresa Oliveira                           | Árbitro(s): Teresa Oliveira |

| 15 de octubre de 2023 | Polonia                                     | 3:0     | Noruega | GIEKSA Arena, Bełchatów,     |                              |
| 12:00                 | - Araśniewicz 1' - Zielińska 45' - Flis 83' | Reporte |         | Árbitro(s): María Ennsgraber | Árbitro(s): María Ennsgraber |

| 15 de octubre de 2023 | Irlanda    | 1:3     | Islandia                                                    | Concordia Piotrków Trybunalski, Piotrków Trybunalski, |                             |
| 15:00                 | - Sena 27' | Reporte | - R. Jónsdóttir 65' - H. Jónsdóttir 78' - Pálmadóttir 90+5' | Árbitro(s): Teresa Oliveira                           | Árbitro(s): Teresa Oliveira |

| 18 de octubre de 2023 | Irlanda       | 1:6     | Polonia                                                                                 | Concordia Piotrków Trybunalski, Piotrków Trybunalski, |                              |
| 12:00                 | - Devereux 2' | Reporte | - Ostrowska 12', 90+5' - Skrzypczyk 16' - Witek 31' (pen.) - Zwiazek 55' - Lapinska 78' | Árbitro(s): María Ennsgraber                          | Árbitro(s): María Ennsgraber |

| 18 de octubre de 2023 | Islandia          | 1:3     | Noruega                                        | GIEKSA Arena, Bełchatów, |                         |
| 12:00                 | - Sagen 6' (o.g.) | Reporte | - Cotrau 2' - Kerim-Lindland 17' - Ulstein 30' | Árbitro(s): Rita Vehapi  | Árbitro(s): Rita Vehapi |

#### Grupo A3
Sede: Italia
| Equipo     | Pts | PJ | PG | PE | PP | GF | GC | Dif | Situación                       |
| ---------- | --- | -- | -- | -- | -- | -- | -- | --- | ------------------------------- |
| Francia    | 9   | 3  | 3  | 0  | 0  | 15 | 3  | 12  | Ingresan a la Ronda 2 (Liga A)  |
| Italia (H) | 4   | 3  | 1  | 1  | 1  | 9  | 6  | 3   | Ingresan a la Ronda 2 (Liga A)  |
| Escocia    | 4   | 3  | 1  | 1  | 1  | 5  | 6  | -1  | Ingresan a la Ronda 2 (Liga A)  |
| Eslovenia  | 0   | 3  | 0  | 0  | 3  | 1  | 15 | -14 | Desciende a la Ronda 2 (Liga B) |

| 9 de octubre de 2023 | Francia                                            | 3:0     | Escocia | Real Cosenza, Cosenza,       |                              |
| 11:00                | - Graziani 28' - Rouquet 33' - Bacoul-Juillard 83' | Reporte |         | Árbitro(s): Marisca Overtoom | Árbitro(s): Marisca Overtoom |

| 9 de octubre de 2023 | Italia | 4:0     | Eslovenia                                               | Stadium San Vito, Cosenza,  |                             |
| 16:00                |        | Reporte | - Ferraresi 6' (pen.), 57' (pen.) - Ventriglia 48', 72' | Árbitro(s): Miriama Bočková | Árbitro(s): Miriama Bočková |

| 12 de octubre de 2023 | Eslovenia     | 1:3     | Escocia                      | Real Cosenza, Cosenza,      |                             |
| 11:00                 | - Osolnik 43' | Reporte | - Gray 13' - Martin 54', 65' | Árbitro(s): Miriama Bočková | Árbitro(s): Miriama Bočková |

| 12 de octubre de 2023 | Francia                                       | 4:3     | Italia                                             | Stadium San Vito, Cosenza,    |                               |
| 17:00                 | - Quazar 23' - Tene 43', 45+5' - Graziani 86' | Reporte | - Galli 17' - Romanelli 30' - Ferraresi 66' (pen.) | Árbitro(s): Ioanna Allayiotou | Árbitro(s): Ioanna Allayiotou |

| 15 de octubre de 2023 | Eslovenia | 0:8     | Francia                                                                                   | Real Cosenza, Cosenza,        |                               |
| 11:00                 |           | Reporte | - Rafalski 38' - Abdourahim 53', 77', 83' - Sylejmani 69' - Ouazar 75' - Gay 90+1', 90+3' | Árbitro(s): Ioanna Allayiotou | Árbitro(s): Ioanna Allayiotou |

| 15 de octubre de 2023 | Escocia                  | 2:2     | Italia                                 | Stadium San Vito, Cosenza,   |                              |
| 11:00                 | - Berry 53' - Martin 59' | Reporte | - Ventriglia 5' - Ferraresi 88' (pen.) | Árbitro(s): Marisca Overtoom | Árbitro(s): Marisca Overtoom |

#### Grupo A4
Sede: Alemania
| Equipo       | Pts | PJ | PG | PE | PP | GF | GC | Dif | Situación                       |
| ------------ | --- | -- | -- | -- | -- | -- | -- | --- | ------------------------------- |
| Austria      | 9   | 3  | 3  | 0  | 0  | 13 | 1  | 12  | Ingresan a la Ronda 2 (Liga A)  |
| Alemania (H) | 6   | 3  | 2  | 0  | 1  | 12 | 4  | 8   | Ingresan a la Ronda 2 (Liga A)  |
| Ucrania      | 1   | 3  | 0  | 1  | 2  | 1  | 7  | -6  | Ingresan a la Ronda 2 (Liga A)  |
| Rumania      | 1   | 3  | 0  | 1  | 2  | 1  | 15 | -14 | Desciende a la Ronda 2 (Liga B) |

| 14 de octubre de 2023 | Alemania                                                    | 5:0     | Ucrania | Sportschule Wedau, Duisburg,  |                               |
| 13:00                 | - Köpp 27' - Rückert 33' - Hokamp 57' - Zimmermann 71', 85' | Reporte |         | Árbitro(s): Maral Mirzai Beni | Árbitro(s): Maral Mirzai Beni |

| 14 de octubre de 2023 | Austria                                                                                          | 8:0     | Rumania | Leichtathletikstadion BZA Wedau III, Duisburg, |                       |
| 16:00                 | - Krassnig 5', 39', 45+11', 65' - Frătuțescu 23' (o.g.) - Illinger 44' - Bauer 88' - Bertsch 90' | Reporte |         | Árbitro(s): Lisa Benn                          | Árbitro(s): Lisa Benn |

| 17 de octubre de 2023 | Alemania | 0:3     | Austria                                | Sportschule Wedau, Duisburg,  |                               |
| 13:00                 |          | Reporte | - Kerschbaumer 35' - Krassnig 40', 54' | Árbitro(s): Silvia Gasperotti | Árbitro(s): Silvia Gasperotti |

| 17 de octubre de 2023 | Rumania | 0:0     | Ucrania | Leichtathletikstadion BZA Wedau III, Duisburg, |                       |
| 16:00                 |         | Reporte |         | Árbitro(s): Lisa Benn                          | Árbitro(s): Lisa Benn |

| 20 de octubre de 2023 | Rumania      | 1:7     | Alemania                                                                               | Sportschule Wedau, Duisburg,  |                               |
| 13:00                 | - Banciu 71' | Reporte | - Köpp 20' - Rückert 36', 45+1' - Hokamp 42', 56' - Lionte 51' (a.g.) - Schiffarth 70' | Árbitro(s): Silvia Gasperotti | Árbitro(s): Silvia Gasperotti |

| 20 de octubre de 2023 | Ucrania       | 1:2     | Austria              | Leichtathletikstadion BZA Wedau III, Duisburg, |                               |
| 13:00                 | - Savkina 68' | Reporte | - Pamminger 29', 37' | Árbitro(s): Maral Mirzai Beni                  | Árbitro(s): Maral Mirzai Beni |

#### Grupo A5
Sede: Bulgaria
| Equipo       | Pts | PJ | PG | PE | PP | GF | GC | Dif | Situación                       |
| ------------ | --- | -- | -- | -- | -- | -- | -- | --- | ------------------------------- |
| Finlandia    | 9   | 3  | 3  | 0  | 0  | 7  | 0  | 7   | Ingresan a la Ronda 2 (Liga A)  |
| Países Bajos | 6   | 3  | 2  | 0  | 1  | 9  | 3  | 6   | Ingresan a la Ronda 2 (Liga A)  |
| Suiza        | 3   | 3  | 1  | 0  | 2  | 2  | 6  | -4  | Ingresan a la Ronda 2 (Liga A)  |
| Bulgaria (H) | 0   | 3  | 0  | 0  | 3  | 2  | 11 | -9  | Desciende a la Ronda 2 (Liga B) |

| 12 de octubre de 2023 | Finlandia        | 1:0     | Países Bajos | Stadium Albena 1, Albena,    |                              |
| 10:00                 | Todoshchenko 23' | Reporte |              | Árbitro(s): Martina Molinaro | Árbitro(s): Martina Molinaro |

| 12 de octubre de 2023 | Suiza                       | 2:0     | Bulgaria | Stadium Albena 1, Albena,     |                               |
| 14:30                 | - Ebersold 15' - Keller 82' | Reporte |          | Árbitro(s): Michaela Pachtova | Árbitro(s): Michaela Pachtova |

| 15 de octubre de 2023 | Suiza | 0:3     | Finlandia                             | Stadium Albena 1, Albena, |                          |
| 10:00                 |       | Reporte | - Oksanen 30', 90' - Todoshchenko 41' | Árbitro(s): Jelena Kumer  | Árbitro(s): Jelena Kumer |

| 15 de octubre de 2023 | Países Bajos                                                | 6:2     | Bulgaria                        | Stadium Albena 1, Albena,    |                              |
| 14:30                 | - Zuidberg 34', 79' - Ivens 76' - Huisman 88', 90+1', 90+4' | Reporte | - Boyadzhieva 36' - Petrova 62' | Árbitro(s): Martina Molinaro | Árbitro(s): Martina Molinaro |

| 18 de octubre de 2023 | Países Bajos                      | 3:0     | Suiza | Stadion Druzhba, Dobrich, |                          |
| 14:30                 | - Verkooijen 11' - Derks 29', 63' | Reporte |       | Árbitro(s): Jelena Kumer  | Árbitro(s): Jelena Kumer |

| 18 de octubre de 2023 | Bulgaria | 0:3     | Finlandia                                  | Stadium Albena 1, Albena,     |                               |
| 14:30                 |          | Reporte | - Wusu 40' - Oksanen 65' - Paavilainen 67' | Árbitro(s): Michaela Pachtova | Árbitro(s): Michaela Pachtova |

#### Grupo A6
Sede: Hungría
| Equipo            | Pts | PJ | PG | PE | PP | GF | GC | Dif | Situación                       |
| ----------------- | --- | -- | -- | -- | -- | -- | -- | --- | ------------------------------- |
| Inglaterra        | 9   | 3  | 3  | 0  | 0  | 20 | 0  | 20  | Ingresan a la Ronda 2 (Liga A)  |
| Hungría (H)       | 6   | 3  | 2  | 0  | 1  | 3  | 8  | -5  | Ingresan a la Ronda 2 (Liga A)  |
| Bélgica           | 3   | 3  | 1  | 0  | 2  | 4  | 7  | -3  | Ingresan a la Ronda 2 (Liga A)  |
| Irlanda del Norte | 0   | 3  | 0  | 0  | 3  | 0  | 12 | -12 | Desciende a la Ronda 2 (Liga B) |

| 4 de noviembre de 2023 | Inglaterra                                                       | 6:0     | Irlanda del Norte | BSC Stadium, Budaörs,   |                         |
| 13:00                  | - Harbert 14' - Jones 26', 45+1' - Draper 29', 51' - Harwood 85' | Reporte |                   | Árbitro(s): Cansu Tryak | Árbitro(s): Cansu Tryak |

| 4 de noviembre de 2023 | Hungría     | 1:0     | Bélgica | Globall Football Park, Telki, |                          |
| 16:00                  | - Szabó 44' | Reporte |         | Árbitro(s): Lotta Vuorio      | Árbitro(s): Lotta Vuorio |

| 7 de noviembre de 2023 | Bélgica                                       | 4:0     | Irlanda del Norte | BSC Stadium, Budaörs,    |                          |
| 13:00                  | - Careel 29', 82' - Vanluyten 58' (pen.), 84' | Reporte |                   | Árbitro(s): Lotta Vuorio | Árbitro(s): Lotta Vuorio |

| 7 de noviembre de 2023 | Inglaterra                                                                   | 8:0     | Hungría | Globall Football Park, Telki, |                               |
| 16:00                  | - Jones 5' - Draper 8', 37', 53', 59' - Bánfi 39' (a.g.) - Fisher 68', 90+3' | Reporte |         | Árbitro(s): Silvia Gasperotti | Árbitro(s): Silvia Gasperotti |

| 10 de noviembre de 2023 | Bélgica | 0:6     | Inglaterra                                                    | BSC Stadium, Budaörs,         |                               |
| 15:00                   |         | Reporte | - Draper 12', 68' - Jones 15', 57' - Harwood 47' - Fisher 89' | Árbitro(s): Silvia Gasperotti | Árbitro(s): Silvia Gasperotti |

| 10 de noviembre de 2023 | Irlanda del Norte | 0:2     | Hungría                          | Globall Football Park, Telki, |                         |
| 15:00                   |                   | Reporte | - Gégény 36' - Conway 85' (a.g.) | Árbitro(s): Cansu Tryak       | Árbitro(s): Cansu Tryak |

#### Grupo A7
Sede: Albania acogerá los partidos de la fase de grupos.
| Equipo      | Pts | PJ | PG | PE | PP | GF | GC | Dif | Situación                       |
| ----------- | --- | -- | -- | -- | -- | -- | -- | --- | ------------------------------- |
| Suecia      | 9   | 3  | 3  | 0  | 0  | 8  | 2  | 6   | Ingresan a la Ronda 2 (Liga A)  |
| Dinamarca   | 6   | 3  | 2  | 0  | 1  | 11 | 4  | 7   | Ingresan a la Ronda 2 (Liga A)  |
| Grecia      | 1   | 3  | 0  | 1  | 2  | 3  | 7  | -4  | Ingresan a la Ronda 2 (Liga A)  |
| Bielorrusia | 1   | 3  | 0  | 1  | 2  | 2  | 11 | -9  | Desciende a la Ronda 2 (Liga B) |

| 7 de noviembre de 2023 | Suecia                      | 2:0     | Grecia | Niko Dovana Stadium, Durrës, |                          |
| 11:00                  | - Rolfsson 61' - Lundin 70' | Reporte |        | Árbitro(s): Kirsty Dowle     | Árbitro(s): Kirsty Dowle |

| 7 de noviembre de 2023 | Bielorrusia | 0:6     | Dinamarca                                                   | Elbasan Arena, Elbasan,   |                           |
| 14:00                  |             | Reporte | - Uhd 16', 72' - Friis 24', 78' - Moesgaard 35' - Højer 87' | Árbitro(s): Olivia Tschon | Árbitro(s): Olivia Tschon |

| 10 de noviembre de 2023 | Dinamarca                             | 3:1     | Grecia             | Niko Dovana Stadium, Durrës, |                           |
| 11:00                   | - Lund 86', 90+4' - Borkop 88' (pen.) | Reporte | - Tzourtzevits 63' | Árbitro(s): Olivia Tschon    | Árbitro(s): Olivia Tschon |

| 10 de noviembre de 2023 | Suecia                                  | 3:0     | Bielorrusia | Elbasan Arena, Elbasan,     |                             |
| 14:00                   | - Axelsson 51' - Lundin 67' (pen.), 84' | Reporte |             | Árbitro(s): Fabienne Michel | Árbitro(s): Fabienne Michel |

| 13 de noviembre de 2023 | Grecia                            | 2:2     | Bielorrusia                      | Niko Dovana Stadium, Durrës, |                          |
| 11:00                   | - Mougiou 27' - Ntatis 54' (pen.) | Reporte | - Katsynel 56' - Kavaliova 90+3' | Árbitro(s): Kirsty Dowle     | Árbitro(s): Kirsty Dowle |

| 13 de noviembre de 2023 | Dinamarca              | 2:3     | Suecia                                        | Elbasan Arena, Elbasan,     |                             |
| 14:00                   | - Lund 42' - Højer 81' | Reporte | - Lundin 28' - Svensson 47' - Bartholdson 69' | Árbitro(s): Fabienne Michel | Árbitro(s): Fabienne Michel |

### Liga B

#### Grupo B1
Sede: Kosovo
| Equipo              | Pts | PJ | PG | PE | PP | GF | GC | Dif | Situación                        |
| ------------------- | --- | -- | -- | -- | -- | -- | -- | --- | -------------------------------- |
| Kosovo (H)          | 7   | 3  | 2  | 1  | 0  | 4  | 1  | 3   | Asciende a la Ronda 2 (Liga A)   |
| Macedonia del Norte | 6   | 3  | 2  | 0  | 1  | 10 | 2  | 8   | Descienden a la Ronda 2 (Liga B) |
| Armenia             | 2   | 3  | 0  | 2  | 1  | 2  | 6  | -4  | Descienden a la Ronda 2 (Liga B) |
| Georgia             | 1   | 3  | 0  | 1  | 2  | 2  | 9  | -7  | Descienden a la Ronda 2 (Liga B) |

| 3 de octubre de 2023 | Georgia | 0:5     | Macedonia del Norte                                    | Estadio Zahir Pajaziti, Podujevo, |                               |
| 12:00                |         | Reporte | - Grozdanova 9', 17', 67' - Trendova 24' - Popeski 38' | Árbitro(s): Briet Bragadottir     | Árbitro(s): Briet Bragadottir |

| 3 de octubre de 2023 | Kosovo | 0:0     | Armenia | Estadio Fadil Vokrri, Pristina, |                                |
| 15:00                |        | Reporte |         | Árbitro(s): Jurgita Mačikunytė  | Árbitro(s): Jurgita Mačikunytė |

| 6 de octubre de 2023 | Kosovo                             | 2:0     | Georgia | Estadio Zahir Pajaziti, Podujevo,   |                                     |
| 12:00                | - Januzi 5' - Kallaba 45+4' (pen.) | Reporte |         | Árbitro(s): Frederikke Lydia Søkjær | Árbitro(s): Frederikke Lydia Søkjær |

| 6 de octubre de 2023 | Macedonia del Norte                                                  | 4:0     | Armenia | Estadio Fadil Vokrri, Pristina, |                               |
| 15:00                | - Grozdanova 18' - Sahakyan 40' (o.g.) - Popeski 50' - Borizoska 61' | Reporte |         | Árbitro(s): Briet Bragadottir   | Árbitro(s): Briet Bragadottir |

| 9 de octubre de 2023 | Macedonia del Norte | 1:2     | Kosovo                 | Estadio Fadil Vokrri, Pristina,     |                                     |
| 12:00                | - Popeski 10'       | Reporte | - Feka 27' - Hoxha 84' | Árbitro(s): Frederikke Lydia Søkjær | Árbitro(s): Frederikke Lydia Søkjær |

| 9 de octubre de 2023 | Armenia                           | 2:2     | Georgia                    | Estadio Zahir Pajaziti, Podujevo, |                                |
| 12:00                | - Nersesian 40' - Vardanyan 45+3' | Reporte | - Bulia 25' - Mamporia 29' | Árbitro(s): Jurgita Mačikunytė    | Árbitro(s): Jurgita Mačikunytė |

#### Grupo B2
Sede: Serbia
| Equipo     | Pts | PJ | PG | PE | PP | GF | GC | Dif | Situación                        |
| ---------- | --- | -- | -- | -- | -- | -- | -- | --- | -------------------------------- |
| Serbia (H) | 9   | 3  | 3  | 0  | 0  | 18 | 2  | +16 | Asciende a la Ronda 2 (Liga A)   |
| Israel     | 6   | 3  | 2  | 0  | 1  | 11 | 5  | +6  | Descienden a la Ronda 2 (Liga B) |
| Letonia    | 3   | 3  | 1  | 0  | 2  | 5  | 5  | 0   | Descienden a la Ronda 2 (Liga B) |
| Andorra    | 0   | 3  | 0  | 0  | 3  | 0  | 22 | −22 | Descienden a la Ronda 2 (Liga B) |

Los partidos del grupo B2 estaban previstos originalmente para los días 5, 8 y 11 de noviembre de 2023. Debido a preocupaciones de seguridad a la luz del conflicto de la Guerra Israel-Gaza de 2023, los partidos se pospusieron para el 27 y 30 de noviembre y el 3 de diciembre, lugares y horarios se mantienen iguales.
| 27 de noviembre de 2023 | Andorra | 0:7     | Israel                                                                     | Serbian FA Sports Center, Stara Pazova, |                                  |
| 11:00                   |         | Reporte | - Y. Mor 5' - Vodolazov 8', 16', 40' - T. Mor 20' - Tamar 37' - Israel 39' | Árbitro(s): Tatyana Sorokopudova        | Árbitro(s): Tatyana Sorokopudova |

| 27 de noviembre de 2023 | Serbia                       | 3:0     | Letonia | Serbian FA Sports Center, Stara Pazova, |                           |
| 14:30                   | - Vasić 53', 75' - Popov 70' | Reporte |         | Árbitro(s): Audrey Gerbel               | Árbitro(s): Audrey Gerbel |

| 30 de noviembre de 2023 | Israel                       | 2:0     | Letonia | Serbian FA Sports Center, Stara Pazova, |                                  |
| 11:00                   | - Vodolazov 36' - Y. Mor 71' | Reporte |         | Árbitro(s): Tatyana Sorokopudova        | Árbitro(s): Tatyana Sorokopudova |

| 30 de noviembre de 2023 | Serbia | 10:0    | Andorra | Serbian FA Sports Center, Stara Pazova, |                         |
| 14:30                   | - Vasić 13', 35', 53' - Falco 16' (a.g.) - Sinanović 34' - Kurtes 47' (pen.) - Nikolić 62' - Todorović 83', 87' - Mitić 89' | Reporte |         | Árbitro(s): Zoë Stavrou                 | Árbitro(s): Zoë Stavrou |

| 3 de diciembre de 2023 | Israel                                | 2:5     | Serbia                                                            | Serbian FA Sports Center, Stara Pazova, |                         |
| 13:00                  | - Tamar 38' (pen.) - Ben Israel 45+2' | Reporte | - Sinanović 8' - Lukić 12' - Popović 34' - Vasić 50' - Kurtes 87' | Árbitro(s): Zoe Stavrou                 | Árbitro(s): Zoe Stavrou |

| 3 de diciembre de 2023 | Letonia                                                                          | 5:0     | Andorra | Serbian FA Sports Center, Cancha N° 4, Stara Pazova, |                           |
| 13:00                  | - Andersone 12' - S. Zālīte 44' - Meijere 55' - Dzene 67' - A. Baltrušaite 90+1' | Reporte |         | Árbitro(s): Audrey Gerbel                            | Árbitro(s): Audrey Gerbel |

#### Grupo B3
Sede: Croacia
| Equipo      | Pts | PJ | PG | PE | PP | GF | GC | Dif | Situación                        |
| ----------- | --- | -- | -- | -- | -- | -- | -- | --- | -------------------------------- |
| Croacia (H) | 9   | 3  | 3  | 0  | 0  | 19 | 0  | 19  | Asciende a la Ronda 2 (Liga A)   |
| Malta       | 6   | 3  | 2  | 0  | 1  | 6  | 10 | -4  | Descienden a la Ronda 2 (Liga B) |
| Luxemburgo  | 3   | 3  | 1  | 0  | 2  | 2  | 5  | -3  | Descienden a la Ronda 2 (Liga B) |
| Azerbaiyán  | 0   | 3  | 0  | 0  | 3  | 1  | 13 | -12 | Descienden a la Ronda 2 (Liga B) |

| 2 de octubre de 2023 | Croacia                                                                                              | 8:0     | Malta | Stadion Branko Čavlović-Čavlek, Karlovac, |                           |
| 12:00                | - Veseli 25' - Došen 40', 49' - Pestić 45+1', 85' - Lešić 74' - Vanjak 90+1' - Micallef 90+3' (a.g.) | Reporte |       | Árbitro(s): Elena Gobjila                 | Árbitro(s): Elena Gobjila |

| 2 de octubre de 2023 | Azerbaiyán | 0:1 | Luxemburgo  | Estadio Lučko, Zagreb,    |                           |
| 15:30                |            |     | - Alves 75' | Árbitro(s): Erini Pingiou | Árbitro(s): Erini Pingiou |

| 5 de octubre de 2023 | Croacia                                                                                 | 8:0     | Azerbaiyán | Stadion Branko Čavlović-Čavlek, Karlovac, |                            |
| 12:00                | - Tomić 5', 33' - Maričić 11' - Bandula 25', 79' - Pestić 26' - Došen 45+2' - Pešut 87' | Reporte |            | Árbitro(s): Jana van Laere                | Árbitro(s): Jana van Laere |

| 5 de octubre de 2023 | Luxemburgo           | 1:2     | Malta                      | Estadio Lučko, Zagreb,    |                           |
| 15:30                | - Cabral Tavares 31' | Reporte | - Celeste 29' - Saliba 87' | Árbitro(s): Erini Pingiou | Árbitro(s): Erini Pingiou |

| 8 de octubre de 2023 | Luxemburgo | 0:3     | Croacia                            | Stadion Branko Čavlović-Čavlek, Karlovac, |                            |
| 12:00                |            | Reporte | - Grdiša 48' - Oto 56' - Došen 68' | Árbitro(s): Jana van Laere                | Árbitro(s): Jana van Laere |

| 8 de octubre de 2023 | Malta                                              | 4:1     | Azerbaiyán      | Estadio Lučko, Zagreb,    |                           |
| 12:00                | - K. Micallef 26' - Farrugia 47', 52' - Saliba 64' | Reporte | - K. Asadova 4' | Árbitro(s): Elena Gobjila | Árbitro(s): Elena Gobjila |

#### Grupo B4
Sede: Albania
| Equipo      | Pts | PJ | PG | PE | PP | GF | GC | Dif | Situación                        |
| ----------- | --- | -- | -- | -- | -- | -- | -- | --- | -------------------------------- |
| Gales       | 9   | 3  | 3  | 0  | 0  | 9  | 0  | +9  | Asciende a la Ronda 2 (Liga A)   |
| Islas Feroe | 6   | 3  | 2  | 0  | 1  | 5  | 7  | −2  | Descienden a la Ronda 2 (Liga B) |
| Albania (H) | 3   | 3  | 1  | 0  | 2  | 1  | 5  | −4  | Descienden a la Ronda 2 (Liga B) |
| Kazajistán  | 0   | 3  | 0  | 0  | 3  | 1  | 4  | −3  | Descienden a la Ronda 2 (Liga B) |

| 24 de noviembre de 2023 | Kazajistán          | 1:2     | Islas Feroe                       | House of Football Natural Pitch, Tirana, |                                |
| 11:00                   | - Katran 85' (pen.) | Reporte | - Trier 1' - Zakariasardóttir 42' | Árbitro(s): Jelena Jermolajeva           | Árbitro(s): Jelena Jermolajeva |

| 24 de noviembre de 2023 | Gales                   | 2:0     | Albania | Elbasan Arena, Elbasan, |                        |
| 14:00                   | - Lewis 39' - Bowen 42' | Reporte |         | Árbitro(s): Oxana Cruc  | Árbitro(s): Oxana Cruc |

| 27 de noviembre de 2023 | Gales         | 1:0     | Kazajistán | House of Football Natural Pitch, Tirana, |                                  |
| 11:00                   | - Gregson 77' | Reporte |            | Árbitro(s): Anastasia Mylopoulou         | Árbitro(s): Anastasia Mylopoulou |

| 27 de noviembre de 2023 | Islas Feroe                              | 3:0     | Albania | Elbasan Arena, Elbasan,        |                                |
| 14:00                   | - Dalheim 3' - Zakariasardóttir 51', 66' | Reporte |         | Árbitro(s): Jelena Jermolajeva | Árbitro(s): Jelena Jermolajeva |

| 30 de noviembre de 2023 | Islas Feroe | 0:6     | Gales                                                                      | House of Football Natural Pitch, Tirana, |                                  |
| 14:00                   |             | Reporte | - Salisbury-Williams 6' - Gregson 11', 17' - El. Cole 47' - Lewis 52', 60' | Árbitro(s): Anastasia Mylopoulou         | Árbitro(s): Anastasia Mylopoulou |

| 30 de noviembre de 2023 | Albania     | 1:0     | Kazajistán | Elbasan Arena, Elbasan, |                        |
| 14:00                   | - Ndoci 50' | Reporte |            | Árbitro(s): Oxana Cruc  | Árbitro(s): Oxana Cruc |

#### Grupo B5
Sede: Eslovaquia
| Equipo       | Pts | PJ | PG | PE | PP | GF | GC | Dif | Situación                        |
| ------------ | --- | -- | -- | -- | -- | -- | -- | --- | -------------------------------- |
| Eslovaquia   | 6   | 2  | 2  | 0  | 0  | 7  | 0  | 7   | Asciende a la Ronda 2 (Liga A)   |
| Montenegro   | 3   | 2  | 1  | 0  | 1  | 4  | 5  | -1  | Descienden a la Ronda 2 (Liga B) |
| Lituania (H) | 3   | 2  | 0  | 0  | 2  | 1  | 7  | -6  | Descienden a la Ronda 2 (Liga B) |

| 4 de noviembre de 2023 | Lituania | 0:3     | Eslovaquia                                    | LFF Stadium, Vilnius,            |                                  |
| 11:00                  |          | Reporte | - Sluková 8' - Šoltysová 39' - Kramlíková 72' | Árbitro(s): Andromachi Tsiofliki | Árbitro(s): Andromachi Tsiofliki |

| 7 de noviembre de 2023 | Eslovaquia                                       | 4:0     | Montenegro | LFF Stadium, Vilnius,      |                            |
| 11:00                  | - Havalec 6', 43' - Sluková 56' - Kramlíková 69' | Reporte |            | Árbitro(s): Sofik Torosyan | Árbitro(s): Sofik Torosyan |

| 10 de noviembre de 2023 | Montenegro                                                         | 4:1     | Lituania            | LFF Stadium, Vilnius,      |                            |
| 11:00                   | - Cizek 5' - Tomasevic 26' (pen.) - Doknic 77' - Dresaj 83' (pen.) | Reporte | - Jokubaityte 45+2' | Árbitro(s): Ifeoma Kulmala | Árbitro(s): Ifeoma Kulmala |

#### Grupo B6
Sede: Turquía
| Equipo      | Pts | PJ | PG | PE | PP | GF | GC | Dif | Situación                        |
| ----------- | --- | -- | -- | -- | -- | -- | -- | --- | -------------------------------- |
| Turquía (H) | 6   | 2  | 2  | 0  | 0  | 9  | 3  | 6   | Asciende a la Ronda 2 (Liga A)   |
| Estonia     | 1   | 2  | 0  | 1  | 1  | 4  | 6  | -2  | Descienden a la Ronda 2 (Liga B) |
| Moldavia    | 1   | 2  | 0  | 1  | 1  | 5  | 9  | -4  | Descienden a la Ronda 2 (Liga B) |

| 6 de octubre de 2023 | Turquía                                                             | 6:2     | Moldavia              | MAKÜ Istiklal Stadium, Burdur, |                              |
| 14:00                | - Mutlu 21', 25', 38' - Pekgöz 34' - Ecemnur Öztürk 84' - Ersen 87' | Reporte | - Rubanovici 14', 48' | Árbitro(s): Fatemeh Zangeneh   | Árbitro(s): Fatemeh Zangeneh |

| 9 de octubre de 2023 | Moldavia                                                | 3:3     | Estonia                               | MAKÜ Istiklal Stadium, Burdur, |                              |
| 14:00                | - A. Ceban 11' - Rubanovici 42' - M. Ceban 90+7' (pen.) | Reporte | - Ōispuu 66' - Valk 74' - Jotkina 83' | Árbitro(s): Liudmyla Telbukh   | Árbitro(s): Liudmyla Telbukh |

| 12 de octubre de 2023 | Estonia       | 1:3     | Turquía                             | MAKÜ Istiklal Stadium, Burdur, |                                |
| 14:00                 | - Jotkina 89' | Reporte | - Mutlu 18', 51' - Ersen 66' (pen.) | Árbitro(s): Irena Velevačkoska | Árbitro(s): Irena Velevačkoska |

#### Ranking de los segundos puestos
Para determinar al mejor subcampeón, sólo se tienen en cuenta los resultados de los subcampeones frente al primer y tercer clasificado de su grupo.
Clasificación definitiva de segundos de grupo tras los partidos disputados en la Primera Ronda de la Liga B:
| Pos. | Grupo | Equipo              | PJ | PG | PE | PP | GF | GC | DG | Pts | Situación                      |
| ---- | ----- | ------------------- | -- | -- | -- | -- | -- | -- | -- | --- | ------------------------------ |
| 1    | B1    | Macedonia del Norte | 2  | 1  | 0  | 1  | 5  | 2  | +3 | 3   | Asciende a la Ronda 2 (Liga A) |
| 2    | B2    | Israel              | 2  | 1  | 0  | 1  | 4  | 5  | −1 | 3   |                                |
| 3    | B5    | Montenegro          | 2  | 1  | 0  | 1  | 4  | 5  | −1 | 3   |                                |
| 4    | B4    | Islas Feroe         | 2  | 1  | 0  | 1  | 3  | 6  | −3 | 3   |                                |
| 5    | B3    | Malta               | 2  | 1  | 0  | 1  | 2  | 9  | −7 | 3   |                                |
| 6    | B6    | Estonia             | 2  | 0  | 1  | 1  | 4  | 6  | −2 | 1   |                                |

## Segunda Ronda
El sorteo de la segunda ronda se realizó el 8 de diciembre de 2023, en la sede de la UEFA en Nyon, Suiza.A esta ronda avanzaron 28 equipos, veintiún equipos de la Primera Ronda de la Liga A y siete ascendidos de la  Primera Ronda de la Liga B (seis campeones de grupo y el mejor subcampeón). Los equipos se dividirán en siete equipos de cuatro grupos. Los siete campeones de grupo se unirán a Suecia en la fase final de 2023, Si Suecia gana su grupo, también se clasificará la mejor segunda. Suecia participará en esta ronda aunque tiene asegurado un puesto en la fase final como anfitriona. La ganadora de grupo y la segunda mejor clasificada con el mejor registro contra la primera y tercera de su grupo, accederá a la Primera Ronda de la Liga A 2024/25.

### Liga A

#### Grupo A1
Sede: Alemania
| Equipo          | PJ | PG | PE | PP | GF | GC | Dif | Pts | Situación             |
| --------------- | -- | -- | -- | -- | -- | -- | --- | --- | --------------------- |
| Francia         | 3  | 2  | 1  | 0  | 8  | 1  | 7   | 7   | Clasifica a la final  |
| Alemania (H)    | 3  | 1  | 1  | 1  | 3  | 2  | +1  | 4   |                       |
| República Checa | 3  | 0  | 3  | 0  | 1  | 1  | 0   | 3   |                       |
| Eslovaquia      | 3  | 0  | 1  | 2  | 1  | 9  | −8  | 1   | Desciende a la Liga B |

| 18 de marzo de 2024 | República Checa | 0:0     | Alemania | Eilenriedestadion, Hannover, Alemania |                       |
| 12:30 (CEST)        |                 | Reporte |          | Árbitra: Lotta Vuorio                 | Árbitra: Lotta Vuorio |

| 18 de marzo de 2024 | Francia                                                                      | 6:0 (1:0) | Eslovaquia | Eilenriedestadion, Hannover, Alemania |                                    |
| 16:30 (CEST)        | - Sylejmani 22' (pen.), 54' - Rouquet 49' - Gay 61' - Ahmadou 65' - Tene 77' | Reporte   |            | Árbitra: María Eugenia Gil Soriano    | Árbitra: María Eugenia Gil Soriano |

| 21 de marzo de 2024 | Alemania                    | 2:0     | Eslovaquia | Wilhelm-Langrehr-Stadion, Garbsen, Alemania |                       |
| 13:00 (CEST)        | - Memminger 5' - Winter 23' | Reporte |            | Árbitra: Lotta Vuorio                       | Árbitra: Lotta Vuorio |

| 21 de marzo de 2024 | Francia | 0:0     | República Checa | Wilhelm-Langrehr-Stadion, Garbsen, Alemania |                           |
| 17:00 (CEST)        |         | Reporte |                 | Árbitra: Martina Molinaro                   | Árbitra: Martina Molinaro |

| 24 de marzo de 2024 | Alemania     | 1:2     | Francia                             | Wilhelm-Langrehr-Stadion, Garbsen, Alemania |                           |
| 12:00 (CEST)        | - Winter 57' | Reporte | - Bacoul-Juillard 45' - Rouquet 72' | Árbitra: Martina Molinaro                   | Árbitra: Martina Molinaro |

| 24 de marzo de 2024 | Eslovaquia       | 1:1     | República Checa | August-Wenzel-Stadion, Barsinghausen, Alemania |                                    |
| 12:00 (CEST)        | - Kramlíková 34' | Reporte | - Trachtová 74' | Árbitra: María Eugenia Gil Soriano             | Árbitra: María Eugenia Gil Soriano |

#### Grupo A2
Sede: Portugal
| Equipo       | PJ | PG | PE | PP | GF | GC | Dif | Pts | Situación             |
| ------------ | -- | -- | -- | -- | -- | -- | --- | --- | --------------------- |
| Portugal (H) | 3  | 3  | 0  | 0  | 5  | 1  | +4  | 9   | Clasifica a la final  |
| Finlandia    | 3  | 2  | 0  | 1  | 8  | 4  | +4  | 6   |                       |
| Islandia     | 3  | 1  | 0  | 2  | 5  | 3  | +2  | 3   |                       |
| Kosovo       | 3  | 0  | 0  | 3  | 0  | 10 | -10 | 0   | Desciende a la Liga B |

| 21 de febrero de 2024 | Finlandia                                             | 5:0 (1:0) | Kosovo | Estádio do Real SC, Queluz, Portugal |                                     |
| 12:00 (CEST)          | - Todoshchenko 7', 71', 76' - Oksanen 49' - Aalto 77' | Reporte   |        | Árbitro(s): Frederikke Lydia Søkjær  | Árbitro(s): Frederikke Lydia Søkjær |

| 21 de febrero de 2024 | Islandia | 0:1 (0:1) | Portugal         | Ciudad del Fútbol, Oeiras, Portugal |                            |
| 16:00 (CEST)          |          | Reporte   | - 39' Florentino | Árbitro(s): Sofik Torosyan          | Árbitro(s): Sofik Torosyan |

| 24 de febrero de 2024 | Portugal   | 1:0 (0:0) | Kosovo | Ciudad del Fútbol, Oeiras, Portugal |                            |
| 12:00 (CEST)          | - Melo 64' | Reporte   |        | Árbitro(s): Sofik Torosyan          | Árbitro(s): Sofik Torosyan |

| 24 de febrero de 2024 | Finlandia                       | 2:1 (1:0) | Islandia      | Estádio do Real SC, Queluz, Portugal |                             |
| 17:00 (CEST)          | - Todoshchenko 15' - Jääskä 87' | Reporte   | - 50' Knudsen | Árbitro(s): Louise Thompson          | Árbitro(s): Louise Thompson |

| 27 de febrero de 2024 | Portugal                                        | 3:1 (1:1) | Finlandia          | Ciudad del Fútbol, Oeiras, Portugal |                             |
| 16:00 (CEST)          | - Florentino 22' - Nave 66' - Simões 76' (pen.) | Reporte   | - 30' Todoshchenko | Árbitro(s): Louise Thompson         | Árbitro(s): Louise Thompson |

| 27 de febrero de 2024 | Kosovo | 0:4 (0:1) | Islandia                                                       | Estádio do Real SC, Queluz, Portugal |                                     |
| 16:00 (CEST)          |        | Reporte   | - 11' Pálmadóttir - 59' R. Jónsdóttir - 76', 87' H. Jónsdóttir | Árbitro(s): Frederikke Lydia Søkjær  | Árbitro(s): Frederikke Lydia Søkjær |

#### Grupo A3
Sede: Croacia
| Equipo      | PJ | PG | PE | PP | GF | GC | Dif | Pts | Situación             |
| ----------- | -- | -- | -- | -- | -- | -- | --- | --- | --------------------- |
| Bélgica     | 3  | 2  | 0  | 1  | 5  | 4  | +1  | 6   | Clasifica a la final  |
| Austria     | 3  | 2  | 0  | 1  | 7  | 3  | +4  | 6   |                       |
| Croacia (H) | 3  | 1  | 0  | 2  | 1  | 3  | -2  | 3   |                       |
| Hungría     | 3  | 1  | 0  | 2  | 2  | 5  | -3  | 3   | Desciende a la Liga B |

| 8 de marzo de 2024 | Austria                        | 2:0 (1:0) | Croacia | Estadio Hrvatski Vitezovi, Dugopolje, Croacia |                      |
| 12:30 (CEST)       | - Pamminger 42' - Illinger 54' | Reporte   |         | Árbitra: Melek Dakan                          | Árbitra: Melek Dakan |

| 8 de marzo de 2024 | Bélgica      | 1:2 (1:1) | Hungría                      | Andelko Marusic-Ferata, Omiš, Croacia |                          |
| 15:00 (CEST)       | - Careel 26' | Reporte   | - 8' Gégény - 74' Brekovszki | Árbitra: Louise Thompson              | Árbitra: Louise Thompson |

| 11 de marzo de 2024 | Hungría | 0:1 (0:1) | Croacia      | Andelko Marusic-Ferata, Omiš, Croacia |                          |
| 12:30 (CEST)        |         | Reporte   | - 41' Grdiša | Árbitra: Louise Thompson              | Árbitra: Louise Thompson |

| 11 de marzo de 2024 | Austria                    | 2:3 (1:2) | Bélgica                                              | Estadio Hrvatski Vitezovi, Dugopolje, Croacia |                           |
| 15:00 (CEST)        | - Krassnig 7' - Lueger 82' | Reporte   | - 5' Heremans - 41' Haentjens - 59' (a.g.) Glabonjat | Árbitra: Lovisa Johansson                     | Árbitra: Lovisa Johansson |

| 14 de marzo de 2024 | Hungría | 0:3 (0:2) | Austria                           | Andelko Marusic-Ferata, Omiš, Croacia |                           |
| 12:30 (CEST)        |         | Reporte   | - 26', 90+4' Krassnig - 28' Spinn | Árbitra: Lovisa Johansson             | Árbitra: Lovisa Johansson |

| 14 de marzo de 2024 | Croacia | 0:1 (0:0) | Bélgica         | Estadio Hrvatski Vitezovi, Dugopolje, Croacia |                      |
| 12:30 (CEST)        |         | Reporte   | - 90' Haentjens | Árbitra: Melek Dakan                          | Árbitra: Melek Dakan |

#### Grupo A4
Sede: Noruega
| Equipo      | PJ | PG | PE | PP | GF | GC | Dif | Pts | Situación             |
| ----------- | -- | -- | -- | -- | -- | -- | --- | --- | --------------------- |
| Noruega (H) | 3  | 2  | 1  | 0  | 4  | 2  | +2  | 7   | Clasifica a la final  |
| Suiza       | 3  | 2  | 0  | 1  | 5  | 3  | +2  | 6   |                       |
| Gales       | 3  | 0  | 2  | 1  | 3  | 5  | -2  | 2   |                       |
| Suecia      | 3  | 0  | 1  | 2  | 1  | 3  | -2  | 1   | Desciende a la Liga B |

| 11 de marzo de 2024 | Suecia       | 1:1 (1:0) | Gales          | Øster Hus Arena, Sandnes, Noruega |                      |
| 11:00 (CEST)        | - Lundin 15' | Reporte   | - 74' Scarlett | Árbitra: Cansu Tryak              | Árbitra: Cansu Tryak |

| 11 de marzo de 2024 | Suiza        | 1:2 (0:1) | Noruega                   | Øster Hus Arena, Sandnes, Noruega |                            |
| 16:00 (CEST)        | - Hinder 64' | Reporte   | - 28', 55' Kerim-Lindland | Árbitra: Michaela Pachtova        | Árbitra: Michaela Pachtova |

| 14 de marzo de 2024 | Suecia | 0:1 (0:1) | Suiza        | Øster Hus Arena, Sandnes, Noruega |                            |
| 11:00 (CEST)        |        | Reporte   | - 16' Hinder | Árbitra: Caroline Lanssens        | Árbitra: Caroline Lanssens |

| 14 de marzo de 2024 | Noruega            | 1:1 (1:0) | Gales      | Øster Hus Arena, Sandnes, Noruega |                            |
| 16:00 (CEST)        | - Thorhallsson 13' | Reporte   | - 72' Cole | Árbitra: Michaela Pachtova        | Árbitra: Michaela Pachtova |

| 17 de marzo de 2024 | Noruega              | 1:0 (1:0) | Suecia | Øster Hus Arena, Sandnes, Noruega |                            |
| 13:00 (CEST)        | - Kerim-Lindland 23' | Reporte   |        | Árbitra: Caroline Lanssens        | Árbitra: Caroline Lanssens |

| 17 de marzo de 2024 | Gales                    | 1:3 (0:1) | Suiza                                   | Viking Stadion, Stavanger, Noruega |                      |
| 13:00 (CEST)        | - Salisbury-Williams 78' | Reporte   | - 39' Bianchi - 72' Ammann - 75' Looser | Árbitra: Cansu Tryak               | Árbitra: Cansu Tryak |

#### Grupo A5
Sede: Países Bajos
| Equipo           | PJ | PG | PE | PP | GF | GC | Dif | Pts | Situación             |
| ---------------- | -- | -- | -- | -- | -- | -- | --- | --- | --------------------- |
| España           | 3  | 3  | 0  | 0  | 14 | 1  | +13 | 9   | Clasifica a la final  |
| Países Bajos (H) | 3  | 2  | 0  | 1  | 11 | 4  | +7  | 6   |                       |
| Turquía          | 3  | 1  | 0  | 2  | 2  | 15 | −13 | 3   |                       |
| Ucrania          | 3  | 0  | 0  | 3  | 0  | 7  | -7  | 0   | Desciende a la Liga B |

| 14 de marzo de 2024 | España                                                                         | 9:0 (6:0) | Turquía | Sportpark Juliana, 's-Gravenzande, Países Bajos |                          |
| 19:00 (CEST)        | - Segura 8' - Cerrato 14', 19', 31', 62', 64' - Pau 37' - Calo 42' - Silvi 83' | Reporte   |         | Árbitra: Joanna Vassallo                        | Árbitra: Joanna Vassallo |

| 14 de marzo de 2024 | Ucrania | 0:4 (0:3) | Países Bajos                                                   | Gemeentelijk Sportpark S.J.C., Noordwijk, Países Bajos |                             |
| 19:00 (CEST)        |         | Reporte   | - 2' Huisman - 44' Renfurm - 45+1' Zuidberg - 59' (pen.) Ivens | Árbitra: Nanna Løf Andersen                            | Árbitra: Nanna Løf Andersen |

| 17 de marzo de 2024 | Países Bajos                                                             | 6:1 (4:0) | Turquía     | Sportpark Juliana, 's-Gravenzande, Países Bajos |                             |
| 15:00 (CEST)        | - Koopman 6', 54' - Scholten 24', 75' - Boerboom 32' - Lont 45+1' (pen.) | Reporte   | - 85' Yetim | Árbitra: Nanna Løf Andersen                     | Árbitra: Nanna Løf Andersen |

| 17 de marzo de 2024 | España                    | 2:0 (1:0) | Ucrania | Gemeentelijk Sportpark S.J.C., Noordwijk, Países Bajos |                        |
| 19:00 (CEST)        | - Amaya 43' - Cerrato 68' | Reporte   |         | Árbitra: Audrey Gerbel                                 | Árbitra: Audrey Gerbel |

| 20 de marzo de 2024 | Países Bajos | 1:3     | España | Gemeentelijk Sportpark S.J.C., Noordwijk, Países Bajos |                        |
| 19:00 (CEST)        |              | Reporte |        | Árbitra: Audrey Gerbel                                 | Árbitra: Audrey Gerbel |

| 20 de marzo de 2024 | Turquía | 1:0     | Ucrania | Sportpark Juliana, 's-Gravenzande, Países Bajos |                          |
| (CEST)              |         | Reporte |         | Árbitra: Joanna Vassallo                        | Árbitra: Joanna Vassallo |

#### Grupo A6
Sede: Serbia
| Equipo     | PJ | PG | PE | PP | GF | GC | Dif | Pts | Situación             |
| ---------- | -- | -- | -- | -- | -- | -- | --- | --- | --------------------- |
| Inglaterra | 3  | 3  | 0  | 0  | 8  | 1  | +7  | 9   | Clasifica a la final  |
| Italia     | 3  | 2  | 0  | 1  | 5  | 3  | +2  | 6   |                       |
| Grecia     | 3  | 1  | 0  | 2  | 2  | 6  | -4  | 3   |                       |
| Serbia (H) | 3  | 0  | 0  | 3  | 1  | 6  | -5  | 0   | Desciende a la Liga B |

| 10 de marzo de 2024 | Grecia | 0:3 (0:1) | Italia                                         | Sports Center of FA of Serbia, Stara Pazova, Serbia |                          |
| 11:00 (CEST)        |        | Reporte   | - 13' Galli - 60' Ventriglia - 79' Guglielmini | Árbitra: Miriama Bočková                            | Árbitra: Miriama Bočková |

| 10 de marzo de 2024 | Inglaterra                                    | 3:0 (1:0) | Serbia | Sports Center of FA of Serbia, Stara Pazova, Serbia |                                |
| 14:30 (CEST)        | - Jones 41' - Draper 81' - Brown 90+1' (pen.) | Reporte   |        | Árbitra: Karoline Marie Jensen                      | Árbitra: Karoline Marie Jensen |

| 13 de marzo de 2024 | Inglaterra                | 2:0 (1:0) | Grecia | Sports Center of FA of Serbia, Stara Pazova, Serbia |                        |
| 11:00 (CEST)        | - Draper 25' - Fisher 77' | Reporte   |        | Árbitra: Olivia Tschon                              | Árbitra: Olivia Tschon |

| 13 de marzo de 2024 | Italia      | 1:0 (0:0) | Serbia | Sports Center of FA of Serbia, Stara Pazova, Serbia |                          |
| 14:30 (CEST)        | - Galli 80' | Reporte   |        | Árbitra: Miriama Bočková                            | Árbitra: Miriama Bočková |

| 16 de marzo de 2024 | Italia          | 1:3 (1:1) | Inglaterra                         | Sports Center of FA of Serbia, Stara Pazova, Serbia |                        |
| 13:00 (CEST)        | - Ferraresi 44' | Reporte   | - 23' Jones - 47' Gray - 50' Brown | Árbitra: Olivia Tschon                              | Árbitra: Olivia Tschon |

| 16 de marzo de 2024 | Serbia          | 1:2 (0:0) | Grecia                   | Sports Center of FA of Serbia, Stara Pazova, Serbia |                                |
| (CEST)              | - Sinanović 90' | Reporte   | - 79' Ntatis - 82' Nanou | Árbitra: Karoline Marie Jensen                      | Árbitra: Karoline Marie Jensen |

#### Grupo A7
Sede: Polonia
| Equipo              | PJ | PG | PE | PP | GF | GC | Dif | Pts | Situación             |
| ------------------- | -- | -- | -- | -- | -- | -- | --- | --- | --------------------- |
| Polonia (H)         | 3  | 3  | 0  | 0  | 17 | 1  | +16 | 9   | Clasifica a la final  |
| Escocia             | 3  | 2  | 0  | 1  | 9  | 5  | +4  | 6   |                       |
| Dinamarca           | 3  | 1  | 0  | 2  | 3  | 4  | −1  | 3   |                       |
| Macedonia del Norte | 3  | 0  | 0  | 3  | 0  | 19 | −19 | 0   | Desciende a la Liga B |

| 13 de marzo de 2024 | Polonia | 9:0 (4:0) | Macedonia del Norte | Swarzędz City Stadium, Swarzędz, Polonia |                       |
| 14:00 (CEST)        | - Araśniewicz 15' - Dodevska 23' (a.g.) - Zwiazek 29' - Łapińska 45+2' - Flis 50' - Witek 53' (pen.) - Skrzypczyk 74' - Bartczak 84' - Wyrwas 88' | Reporte   |                     | Árbitra: Jelena Kumer                    | Árbitra: Jelena Kumer |

| 13 de marzo de 2024 | Escocia     | 1:0 (1:0) | Dinamarca | Municipal Stadium, Śrem, Polonia |                              |
| 14:00 (CEST)        | - Berry 45' | Reporte   |           | Árbitra: Maïka Vanderstichel     | Árbitra: Maïka Vanderstichel |

| 16 de marzo de 2024 | Polonia                                                    | 5:1 (3:1) | Escocia      | Plewiska Stadium, Plewiska, Polonia |                            |
| 14:00 (CEST)        | - Łapińska 21', 27' - Araśniewicz 45+1' - Zwiazek 66', 86' | Reporte   | - 41' Murray | Árbitra: Ioanna Allayiotou          | Árbitra: Ioanna Allayiotou |

| 16 de marzo de 2024 | Dinamarca                    | 3:0 (3:0) | Macedonia del Norte | Miejski Września, Września, Polonia |                              |
| 14:00 (CEST)        | - Højer 3', 7' - Thomsen 26' | Reporte   |                     | Árbitra: Maïka Vanderstichel        | Árbitra: Maïka Vanderstichel |

| 19 de marzo de 2024 | Dinamarca | 0:3     | Polonia | Plewiska Stadium, Plewiska, Polonia |                            |
| 14:00 (CEST)        |           | Reporte |         | Árbitra: Ioanna Allayiotou          | Árbitra: Ioanna Allayiotou |

| 19 de marzo de 2024 | Macedonia del Norte | 0:7     | Escocia | Miejski Września, Września, Polonia |                       |
| 14:00 (CEST)        |                     | Reporte |         | Árbitra: Jelena Kumer               | Árbitra: Jelena Kumer |

### Liga B

#### Grupo B1
Sede: Montenegro
| Equipo         | PJ | PG | PE | PP | GF | GC | Dif | Pts | Situación            |
| -------------- | -- | -- | -- | -- | -- | -- | --- | --- | -------------------- |
| Bielorrusia    | 3  | 3  | 0  | 0  | 14 | 2  | +12 | 9   | Asciende a la Liga A |
| Montenegro (H) | 3  | 2  | 0  | 1  | 6  | 8  | -2  | 6   |                      |
| Lituania       | 3  | 1  | 0  | 2  | 5  | 6  | -1  | 3   |                      |
| Andorra        | 3  | 0  | 0  | 3  | 0  | 9  | -9  | 0   |                      |

| 11 de marzo de 2024 | Bielorrusia                                          | 5:0 (3:0) | Andorra | Stadion Topolica, Bar, Montenegro |                             |
| 11:30 (CEST) | - Katsynel 1' - Pratasiuk 4', 19' - Marchuk 55', 90' | Reporte   |         | Árbitra: Farida Lutfaliyeva       | Árbitra: Farida Lutfaliyeva |
| El partido programado para el 11 de marzo de 2024 se disputó hasta el minuto 26 cuando fue suspendido por inclemencias climáticas. Fue reanudado el 12 de marzo de 2024. |                                                      |           |         |                                   |                             |

| 11 de marzo de 2024 | Lituania               | 2:3 (1:2) | Montenegro                              | Stadion Pod Vrmcem, Kotor, Montenegro |                         |
| 14:00 (CEST)        | - Blaževičūtė 19', 90' | Reporte   | - 7' Nikčević - 17' Čižek - 70' Lukovic | Árbitra: Ifeoma Kulmala               | Árbitra: Ifeoma Kulmala |

| 14 de marzo de 2024 | Bielorrusia                                  | 3:0 (2:0) | Lituania | Stadion Topolica, Bar, Montenegro |                          |
| 11:30 (CEST)        | - Bareika 6' - Pratasiuk 37' - Kavaliova 86' | Reporte   |          | Árbitra: Teresa Oliveira          | Árbitra: Teresa Oliveira |

| 14 de marzo de 2024 | Montenegro    | 1:0 (1:0) | Andorra | Stadion Pod Malim Brdom, Petrovac, Montenegro |                             |
| 14:00 (CEST)        | - Boričić 39' | Reporte   |         | Árbitra: Farida Lutfaliyeva                   | Árbitra: Farida Lutfaliyeva |

| 17 de marzo de 2024 | Montenegro                   | 2:6 (2:3) | Bielorrusia                                              | Estadio Pod Goricom, Podgorica, Montenegro |                          |
| 14:00 (CEST)        | - Tomašević 14' - Dresaj 27' | Reporte   | - 6', 10', 51' Rabrova - 7', 86' Pratasiuk - 74' Kaliuta | Árbitra: Teresa Oliveira                   | Árbitra: Teresa Oliveira |

| 17 de marzo de 2024 | Andorra | 0:3 (0:0) | Lituania                                 | Training Camp, Podgorica, Montenegro |                         |
| 14:00 (CEST)        |         | Reporte   | - 73' Jokubaitytė - 81', 88' Blaževičūtė | Árbitra: Ifeoma Kulmala              | Árbitra: Ifeoma Kulmala |

#### Grupo B2
Sede: Bulgaria
| Equipo       | PJ | PG | PE | PP | GF | GC | Dif | Pts | Situación            |
| ------------ | -- | -- | -- | -- | -- | -- | --- | --- | -------------------- |
| Bulgaria (H) | 3  | 2  | 1  | 0  | 13 | 2  | +11 | 7   | Asciende a la Liga A |
| Eslovenia    | 3  | 2  | 1  | 0  | 11 | 1  | +10 | 7   |                      |
| Azerbaiyán   | 3  | 1  | 0  | 2  | 5  | 11 | −6  | 3   |                      |
| Moldavia     | 3  | 0  | 0  | 3  | 1  | 16 | −15 | 0   |                      |

| 14 de marzo de 2024 | Moldavia | 0:6 (0:4) | Eslovenia                                                        | Estadio Hadzhi Dimitar, Sliven, Bulgaria |                         |
| 10:00 (CEST)        |          | Reporte   | - 6' Gerbec - 8' Šrot - 18' Zajc - 21', 69' Osolnik - 90' Omerza | Árbitra: Stacey Pearson                  | Árbitra: Stacey Pearson |

| 14 de marzo de 2024 | Bulgaria                                                                                      | 6:1 (2:1) | Azerbaiyán    | Estadio Hadzhi Dimitar, Sliven, Bulgaria |                         |
| 14:30 (CEST)        | - Mihaleva 4' - Duleva 43' - Dimanova 49' - Baliova 50' - Salamzada 70' (a.g.) - Mitova 90+2' | Reporte   | - 25' Asadova | Árbitra: Laura Mauricio                  | Árbitra: Laura Mauricio |

| 17 de marzo de 2024 | Eslovenia                                           | 4:0 (2:0) | Azerbaiyán | Estadio Hadzhi Dimitar, Sliven, Bulgaria |                         |
| 10:00 (CEST)        | - Gerbec 12', 20' - Omerza 52' - Osolnik 84' (pen.) | Reporte   |            | Árbitra: Stacey Pearson                  | Árbitra: Stacey Pearson |

| 17 de marzo de 2024 | Bulgaria                                                           | 6:0 (3:0) | Moldavia | Estadio Hadzhi Dimitar, Sliven, Bulgaria |                               |
| 14:30 (CEST)        | - Halyanova 9' - Dimanova 18', 45', 88', 90+' (pen.) - Baliova 49' | Reporte   |          | Árbitra: Tatyana Sorokopudova            | Árbitra: Tatyana Sorokopudova |

| 20 de marzo de 2024 | Eslovenia     | 1:1     | Bulgaria        | Estadio Hadzhi Dimitar, Sliven, Bulgaria |                               |
| 14:30 (CEST)        | - Osolnik 23' | Reporte | - Parnarova 37' | Árbitra: Tatyana Sorokopudova            | Árbitra: Tatyana Sorokopudova |

| 20 de marzo de 2024 | Azerbaiyán                                                     | 4:1     | Moldavia    | Estadio Beroe, Stara Zagora, Bulgaria |                         |
| 14:30 (CEST)        | - Salamzada 7' (pen.) - Alipashayeva 25', 63' - K. Asadova 78' | Reporte | - Ceban 88' | Árbitra: Laura Mauricio               | Árbitra: Laura Mauricio |

#### Grupo B3
Sede: Islas Feroe
| Equipo          | PJ | PG | PE | PP | GF | GC | Dif | Pts | Situación            |
| --------------- | -- | -- | -- | -- | -- | -- | --- | --- | -------------------- |
| Islas Feroe (H) | 3  | 2  | 0  | 1  | 6  | 3  | +3  | 6   | Asciende a la Liga A |
| Rumania         | 3  | 2  | 0  | 1  | 5  | 4  | +1  | 6   |                      |
| Letonia         | 3  | 2  | 0  | 1  | 7  | 3  | +4  | 6   |                      |
| Georgia         | 3  | 0  | 0  | 3  | 1  | 9  | −8  | 0   |                      |

| 17 de marzo de 2024 | Letonia              | 2:1 (1:0) | Islas Feroe         | Tórsvøllur, Tórshavn, Islas Feroe |                             |
| 14:00 (CEST)        | - Andersone 41', 54' | Reporte   | - 64' Ragnarsdóttir | Árbitra: Milica Milovanovic       | Árbitra: Milica Milovanovic |

| 17 de marzo de 2024 | Rumania                      | 2:1 (2:0) | Georgia          | Tórsvøllur, Tórshavn, Islas Feroe |                               |
| 18:00 (CEST)        | - Menard 16' - Niculescu 41' | Reporte   | - 78' Tsikaridze | Árbitra: Eglantina Pjetrushaj     | Árbitra: Eglantina Pjetrushaj |

| 20 de marzo de 2024 | Islas Feroe | 2:0     | Georgia | Tórsvøllur, Tórshavn, Islas Feroe |                             |
| 14:00 (CEST)        |             | Reporte |         | Árbitra: Milica Milovanovic       | Árbitra: Milica Milovanovic |

| 20 de marzo de 2024 | Rumania | 2:0     | Letonia | Tórsvøllur, Tórshavn, Islas Feroe |                               |
| 18:00 (CEST)        |         | Reporte |         | Árbitra: Andromachi Tsiofliki     | Árbitra: Andromachi Tsiofliki |

| 23 de marzo de 2024 | Islas Feroe | 3:1     | Rumania | Tórsvøllur, Tórshavn, Islas Feroe |                               |
| 18:00 (CEST)        |             | Reporte |         | Árbitra: Andromachi Tsiofliki     | Árbitra: Andromachi Tsiofliki |

| 23 de marzo de 2024 | Georgia | 0:5     | Letonia | Gundadalur, Tórshavn, Islas Feroe |                               |
| 18:00 (CEST)        |         | Reporte |         | Árbitra: Eglantina Pjetrushaj     | Árbitra: Eglantina Pjetrushaj |

#### Grupo B4
Sede: Kazajistán
| Equipo               | PJ | PG | PE | PP | GF | GC | Dif | Pts | Situación            |
| -------------------- | -- | -- | -- | -- | -- | -- | --- | --- | -------------------- |
| Bosnia y Herzegovina | 3  | 3  | 0  | 0  | 14 | 1  | +13 | 9   | Asciende a la Liga A |
| Estonia              | 3  | 2  | 0  | 1  | 7  | 5  | +2  | 6   |                      |
| Kazajistán (H)       | 3  | 1  | 0  | 2  | 8  | 5  | +3  | 3   |                      |
| Armenia              | 3  | 0  | 0  | 3  | 0  | 18 | −18 | 0   |                      |

| 18 de marzo de 2024 | Bosnia y Herzegovina                    | 3:1 (2:1) | Kazajistán       | KFF Pele Stadium, Talgar, Kazajistán |                             |
| 08:00 (CEST)        | - Milićević 42', 44' (pen.) - Erkić 75' | Reporte   | - 24' Akhmetzhan | Árbitra: Jeļena Jermolajeva          | Árbitra: Jeļena Jermolajeva |

| 18 de marzo de 2024 | Armenia | 0:5 (0:3) | Estonia                                                            | FC Kairat Academy, Almatý, Kazajistán |                        |
| 12:00 (CEST)        |         | Reporte   | - 20' Smirnova - 33' Kelli - 45+5' Heide - 57' Tamm - 61' Männiste | Árbitra: Elena Gobjila                | Árbitra: Elena Gobjila |

| 21 de marzo de 2024 | Estonia | 2:0     | Kazajistán | KFF Pele Stadium, Talgar, Kazajistán |                        |
| 08:00 (CEST)        |         | Reporte |            | Árbitra: Elena Gobjila               | Árbitra: Elena Gobjila |

| 21 de marzo de 2024 | Bosnia y Herzegovina | 6:0     | Armenia | FC Kairat Academy, Almatý, Kazajistán |                           |
| 12:00 (CEST)        |                      | Reporte |         | Árbitra: Fatemeh Zangeneh             | Árbitra: Fatemeh Zangeneh |

| 24 de marzo de 2024 | Estonia | 0:5     | Bosnia y Herzegovina | FC Kairat Academy, Almatý, Kazajistán |                           |
| 08:00 (CEST)        |         | Reporte |                      | Árbitra: Fatemeh Zangeneh             | Árbitra: Fatemeh Zangeneh |

| 24 de marzo de 2024 | Kazajistán | 7:0     | Armenia | KFF Pele Stadium, Talgar, Kazajistán |                             |
| 08:00 (CEST)        |            | Reporte |         | Árbitra: Jeļena Jermolajeva          | Árbitra: Jeļena Jermolajeva |

#### Grupo B5
Sede: Malta
| Equipo            | PJ | PG | PE | PP | GF | GC | Dif | Pts | Situación            |
| ----------------- | -- | -- | -- | -- | -- | -- | --- | --- | -------------------- |
| Irlanda del Norte | 2  | 2  | 0  | 0  | 9  | 2  | +7  | 6   | Asciende a la Liga A |
| Luxemburgo        | 2  | 0  | 1  | 1  | 2  | 5  | -3  | 1   |                      |
| Malta (H)         | 2  | 0  | 1  | 1  | 2  | 6  | -4  | 1   |                      |

| 21 de febrero de 2024 | Malta         | 1:5 (1:3) | Irlanda del Norte                                           | Centenary Stadium, Attard, Malta |                        |
| 11:00 (CET)           | - Bartolo 24' | Reporte   | - 5' Breen - 15' Boothroyd - 26' Conway - 84', 86' Ferreira | Árbitro(s): Oxana Cruc           | Árbitro(s): Oxana Cruc |

| 24 de febrero de 2024 | Irlanda del Norte                                        | 4:1 (1:0) | Luxemburgo  | Centenary Stadium, Attard, Malta |                         |
| 11:00 (CET)           | - Boothroyd 45+1' - Conway 58' - Breen 81' - Moore 90+3' | Reporte   | - 72' Alves | Árbitro(s): Rita Vehapi          | Árbitro(s): Rita Vehapi |

| 27 de febrero de 2024 | Luxemburgo    | 1:1 (1:0) | Malta        | Centenary Stadium, Attard, Malta |                              |
| 11:00 (CET)           | - Morvilli 6' | Reporte   | - 52' Saliba | Árbitro(s): Marisca Overtoom     | Árbitro(s): Marisca Overtoom |

#### Grupo B6
Sede: Albania
| Equipo      | PJ | PG | PE | PP | GF | GC | Dif | Pts | Situación            |
| ----------- | -- | -- | -- | -- | -- | -- | --- | --- | -------------------- |
| Irlanda     | 2  | 2  | 0  | 0  | 10 | 1  | +9  | 6   | Asciende a la Liga A |
| Israel      | 2  | 1  | 0  | 1  | 3  | 4  | -1  | 3   |                      |
| Albania (H) | 2  | 0  | 0  | 2  | 2  | 10 | -8  | 0   |                      |

| 20 de febrero de 2024 | Albania    | 1:7 (0:1) | Irlanda                                                                           | Arena Kombëtare, Tirana, Albania |                                |
| 14:00 (CEST)          | - Ndoj 72' | Reporte   | - 26', 90+2' O'Brien - 50' Dodd - 70' Lawlee - 75' Melia - 82' Sena - 89' Tierney | Árbitro(s): Farida Lutfaliyeva   | Árbitro(s): Farida Lutfaliyeva |

| 23 de febrero de 2024 | Irlanda                                           | 3:0 (1:0) | Israel | Arena Kombëtare, Tirana, Albania |                            |
| 11:30 (CEST)          | - Butler 8' - O'Rourke 57' - Carmeli 90+4' (a.g.) | Reporte   |        | Árbitro(s): Jana Van Laere       | Árbitro(s): Jana Van Laere |

| 26 de febrero de 2024 | Israel                                     | 3:1 (3:1) | Albania   | Arena Kombëtare, Tirana, Albania |                            |
| 14:00 (CEST)          | - Ben Israel 23' - Elmaleh 34' - Cohen 37' | Reporte   | - 11' Ago | Árbitro(s): Eirini Pingiou       | Árbitro(s): Eirini Pingiou |

#### Ranking de los segundos puestos
Para determinar el mejor subcampeón sólo se tienen en cuenta los resultados de los equipos subcampeones frente al primer clasificado de su grupo.
| Pos. | Grupo | Equipo     | PJ | PG | PE | PP | GF | GC | DG | Pts | Situación            |
| ---- | ----- | ---------- | -- | -- | -- | -- | -- | -- | -- | --- | -------------------- |
| 1    | B2    | Eslovenia  | 2  | 1  | 1  | 0  | 5  | 1  | +4 | 4   | Asciende a la Liga A |
| 2    | B3    | Rumania    | 2  | 1  | 0  | 1  | 3  | 3  | 0  | 3   |                      |
| 3    | B6    | Israel     | 2  | 1  | 0  | 1  | 3  | 4  | -1 | 3   |                      |
| 4    | B1    | Montenegro | 2  | 1  | 0  | 1  | 5  | 8  | −3 | 3   |                      |
| 5    | B4    | Estonia    | 2  | 1  | 0  | 1  | 2  | 5  | −3 | 3   |                      |
| 6    | B5    | Luxemburgo | 2  | 0  | 1  | 1  | 2  | 5  | -3 | 1   |                      |